# Мало вруће, мало хладно
Мало вруће, мало хладно је први албум певачице Весне Вукелић Венди из 1993. године у ЗАМ продукцији. Након Весниног званичног уласка у свет естраде познати комичар Милован Илић Минимакс рекламирао је Весну и њен таленат у својој Минимаксовизији. По њему била је талентована и за народну и за забавну музику па стога плоча Mало вруће, мало хладно представља мешавину различитих звукова од оних народних традиционалних па до оних који скрећу и у рок. За насловну песму Мало вруће, мало хладно снимљен је ТВ спот врло секси и врућ који је у оно време одјекнуо Југославијом. На албуму се налази 8 песама. Прве четири су у фолк жанру, а друге четири у поп-рок жанру.
| Бр. | Песма                               | Трајање |
| --- | ----------------------------------- | ------- |
| 1   | Мало вруће, мало хладно             | 2:36    |
| 2   | Облачим се модерно                  | 3:34    |
| 3   | Лепи Раде                           | 3:08    |
| 4   | Мушка прича                         | 3:18    |
| 5   | Губиш ме                            | 5:00    |
| 6   | Реци срцу мом (Tell it to my heart) | 3:59    |
| 7   | Долази олуја                        | 3:18    |
| 8   | Не остављај ме саму са њим          | 3:23    |